# Jüdenstraße
Jüdenstraße es una de las calles más antiguas del viejo Berlín. Se encuentra en el vecindario de Mitte en el distrito del mismo nombre.

## Toponimia
La palabra Jüden es una forma secundaria con diéresis de la palabra alemana media alta Juden. Jüdenstraße recibió su nombre de la Gran Corte Judía durante el Berlín medieval; la corte se encontraba ahí a fines del siglo XIII. Desde entonces, el nombre de la calle ha sido válido sin interrupción y no se cambió durante la era nacionalsocialista.

## Trazado
A pesar de varios cambios mientras tanto, el diseño de Jüdenstraße se ha conservado hasta el siglo XXI. Conecta Stralauer Straße con la antigua Königstraße (desde 1951: Rathausstraße). En el área de Molkenmarkt, está interrumpido por Grunerstraße. Una sección que conduce más allá de Rathausstraße a Bischofstraße, que ya no se conserva, se llamó Hoher Steinweg hasta que se eliminó a fines de la década de 1960. El nombre se derivó de las piedras altas, una mejor superficie de la carretera en ese momento, porque eran más altas que la superficie del suelo habitual, que era menos accesible con mal tiempo. Este camino fue nivelado e incluido en el área verde alrededor de la torre de televisión de Berlín.
Una extensión sur del Spree en Rolandufer recibió el nombre de Neue Jüdenstraße el 1 de enero de 1999.

## Historia

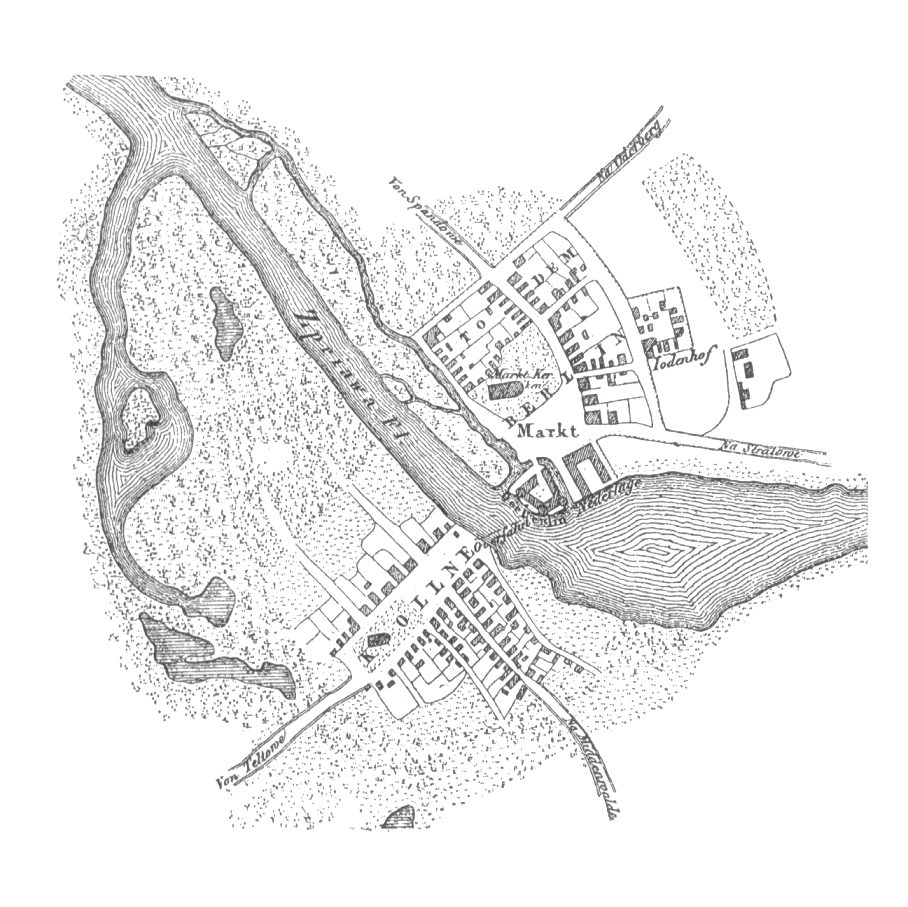
La calle judía en el "Iodenhof" de Berlín, principios del.

Jüdenstraße se trazó en el siglo XIII. Los residentes judíos han sido documentados en Berlín desde 1295.

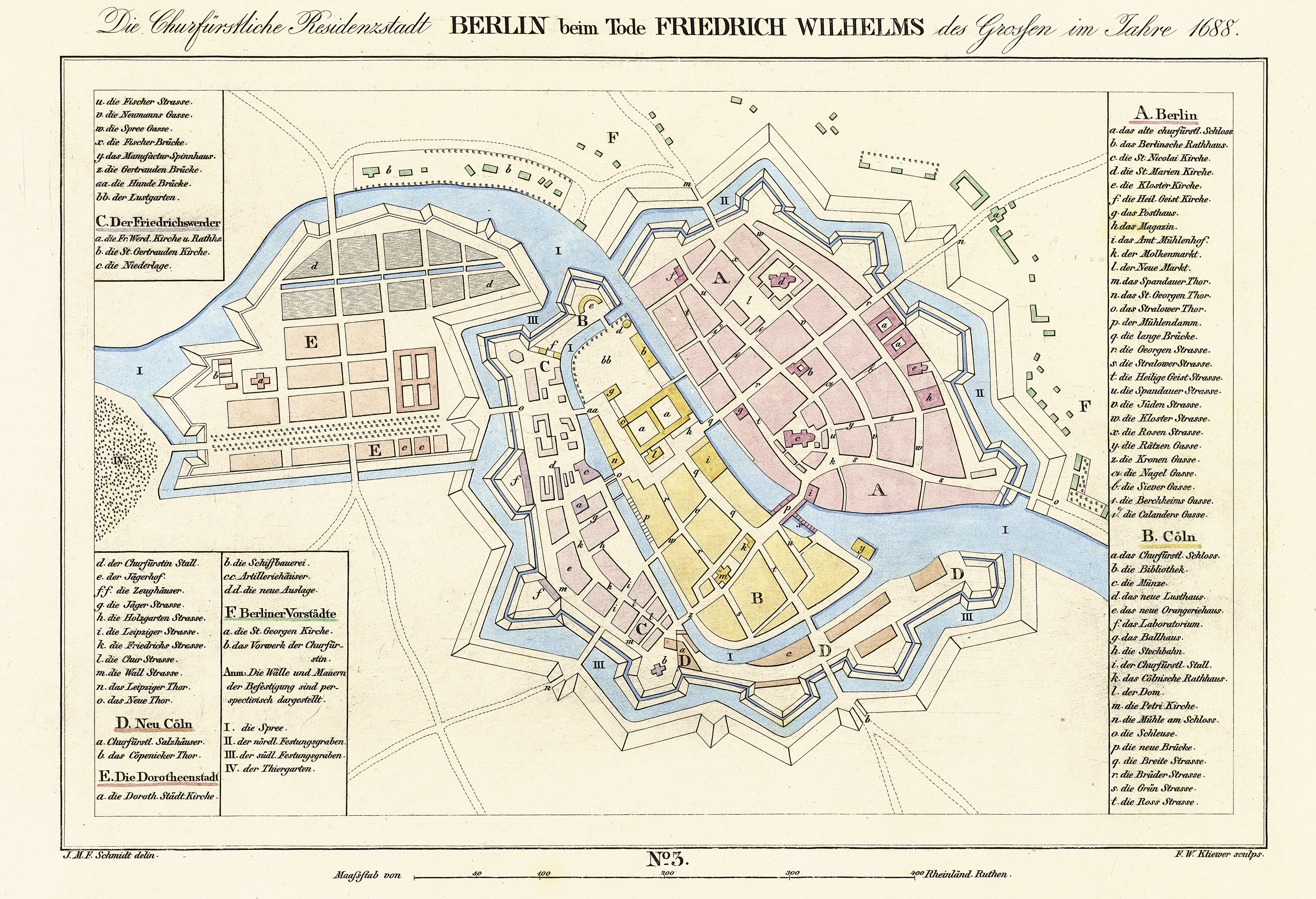
Viejo Berlín alrededor de 1688 - "v" marca la calle judía

Según las tablas descriptivas de toda la ciudad residencial de 1799, la Jüdenstraße discurría desde Stralauer Straße (casa número 1), vía Kronengasse-Rätzen-Gasse, pasando por Großer Jüdenhof, vía Siebergasse, Nagelgasse hasta lo que entonces era Königstraße (casa número 32 ). Justo en esta esquina se encontraba la Casa Real de Gobierno (luego llamada Casa del Gobernador) en 1799. Los residentes de esta calle eran en su mayoría artesanos, comerciantes y personal militar.
La libreta de direcciones de 1901 da una impresión del denso desarrollo en el centro histórico de Berlín. Los edificios de apartamentos de varios pisos que reemplazaron las viviendas y los talleres de los pequeños artesanos a fines del siglo XIX ahora tenían 60 números de casas en forma de herradura, pero el conteo de estos comenzó en Königstrasse. Aunque se trataba de tantas casas como a fines del siglo XVIII, el número de habitantes había aumentado a un promedio de más de diez por casa. La casa nº 51/52 pertenecía a la parroquia de San Nicolás y Santa María, y sirvió de residencia al predicador A. Seydel. Ludwig Wessel, su esposa Margarete y sus hijos Horst, Ingeborg y Werner vivieron en la casa entre julio de 1913 y mayo de 1930. Después de la muerte de Horst Wessel, el NSDAP erigió una placa conmemorativa en presencia de Julius Lippert y otras celebridades de alto rango.
El Großer Jüdenhof de forma cuadrada en Jüdenstraße todavía tenía sus edificios históricos hasta la década de 1930. En 1936 su cartel de calle decía:

Gran Corte Judía

– Llamado así por la residencia separada con llave del gueto judío en el Berlín medieval.

De los edificios históricos en Jüdenstrasse, solo quedaron el Ayuntamiento Rojo y el Ayuntamiento Viejo y Nuevo después de la destrucción en la Segunda Guerra Mundial y las demoliciones en la era de la RDA. La casa del gobernador mencionada anteriormente también ya no existe. El extremo norte de los pasajes del ayuntamiento construidos aquí en la década de 1970 se extiende hasta la esquina de la calle.

## Puntos relevantes

### Ayuntamiento rojo
El Ayuntamiento Rojo está al lado del extremo norte de Jüdenstrasse. Como Ayuntamiento de Berlín, es la sede del Senado de Berlín y del Alcalde de Berlín. 

### Ayuntamiento viejo

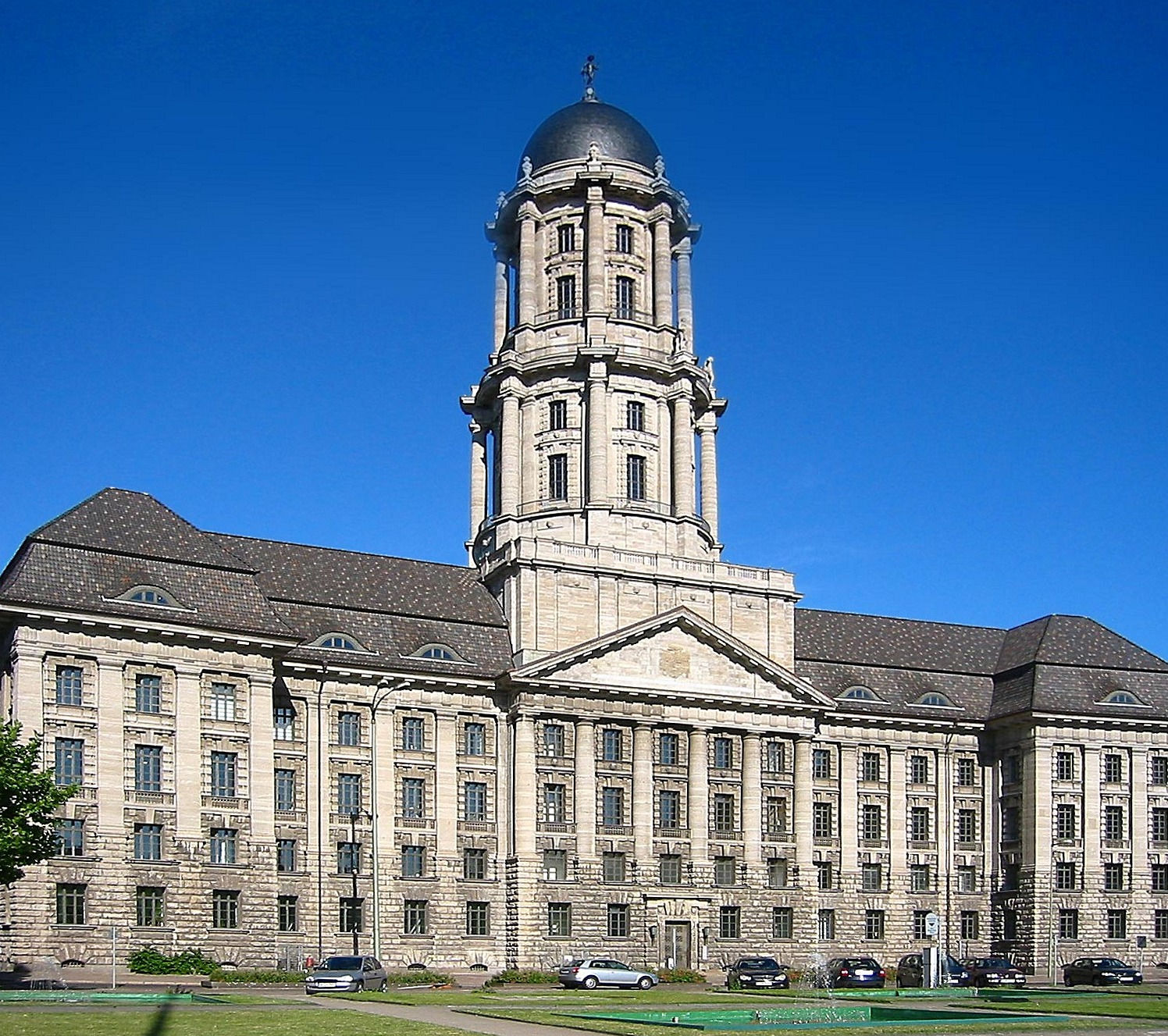
Ayuntamiento viejo

Dominando la plaza en Jüdenstraße 34-42 se encuentra la antigua casa unifamiliar en Molkenmarkt, originalmente la "nueva" casa unifamiliar, con una torre redonda en el frente de la calle Jüdenstraße, construida en 1911 como una extensión del Ayuntamiento de Berlín. Fue diseñado por Ludwig Hoffmann en 1902.

### Ayuntamiento nuevo
En los años 1936-1938, la administración principal de la sociedad municipal de bomberos se completó como un edificio adicional como parte de la planificación de un gran foro municipal en Molkenmarkt, enfrente de Parochialstraße. Dado que era el único edificio urbano importante en Mitte que no había sufrido daños, la ciudad decidió en 1945 dejar la Sociedad de Bomberos para establecer allí temporalmente la nueva administración de la ciudad. Desde entonces, el edificio recibe el nombre de Ayuntamiento Nuevo.

### Sede de la Berliner Wasserbetriebe
Desde el año 2000, la sede de Berliner Wasserbetriebe se encuentra en Neue Jüdenstraße 1, con una llamativa estructura de fachada en forma de ola.

## Planes para el futuro
Bajo el lema de la reurbanización del distrito del monasterio, el “plan del centro” aprobado en 1999 prevé, entre otras cosas, recuperar el Gran Jüdenhof demolido y “desarrollarlo con un carisma especial”. Las dos secciones de la Jüdenstraße separadas por el actual pasillo ancho de la Grunerstraße también se unirán. El concepto aún no se ha implementado (a partir de mayo de 2021); sin embargo, se han iniciado los trabajos preparatorios (investigaciones arqueológicas y reubicación de las vías principales).